# Gunnar Nirstedt
Gunnar Nirstedt, född 1965, är en svensk redaktör och förläggare. 
Efter olika anställningar i litteraturbranschen – frilans för Gedins förlag, recensioner i Östgöta Correspondenten och arbete på Akademibokhandeln – kom han 1994 till Albert Bonniers förlag. Han lämnade Bonniers 2018 efter att ha kritiserat förlaget för att överge kvalitetslitteraturen till förmån för lättsålda ljudböcker. Istället startade han tillsammans med Modernista förlaget Nirstedt litteratur, med fokus på skönlitteratur och poesi.
Han har också skrivit ungdomsboken Platon Persson och blomman i mörkret, romanen Valborgsmässoafton på Nytorps gärde, samtliga utgivna på Modernista år 2006, 2020 respektive 2023, samt översatt barnböcker för samma förlag. 